# Buck Sanders
Buck Sanders (* 1971 in Mississippi) ist ein US-amerikanischer Filmkomponist.
Sanders tritt seit 1998 in Erscheinung und arbeitet seither eng mit Marco Beltrami zusammen. Die beiden komponieren zusammen, oder Sanders ist an der Entstehung von Beltramis Musik als Musiker und Produzent beteiligt. Ferner spielt er häufiger zusätzliche Filmmusik ein. Gemeinsam waren sie bei der Oscarverleihung 2010 für die Musik des Films Tödliches Kommando – The Hurt Locker nominiert. Im Jahr 2020 gewann die beiden bei den Critics’ Choice Documentary Awards. Im Jahr zuvor wurden sie bei den Hollywood Music In Media Awards ausgezeichnet und erhielten eine Nominierung bei den Satellite Awards 2019.

## Filmografie (Auswahl)
- 2008: Tödliches Kommando – The Hurt Locker (The Hurt Locker)
- 2008: Max Payne
- 2010: Don’t Be Afraid of the Dark
- 2013: Warm Bodies
- 2015: No Escape
- 2019: Le Mans 66 – Gegen jede Chance (Ford v Ferrari)
- 2020: The Way I See It
- 2021: Das Bombardement (Skyggen i mit øje)